# Quần vợt xe lăn

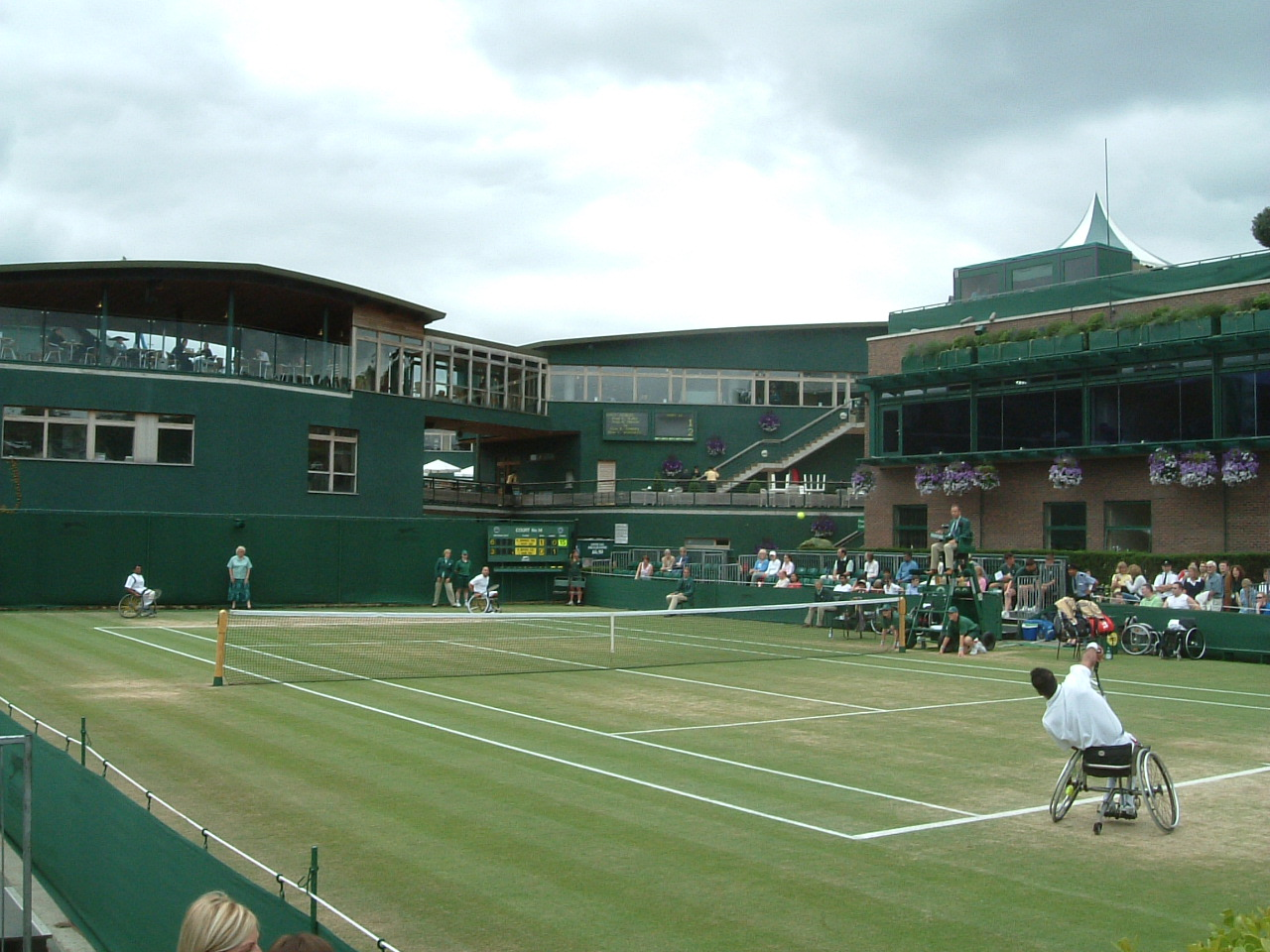
Wimbledon - Đôi nam xe lăn

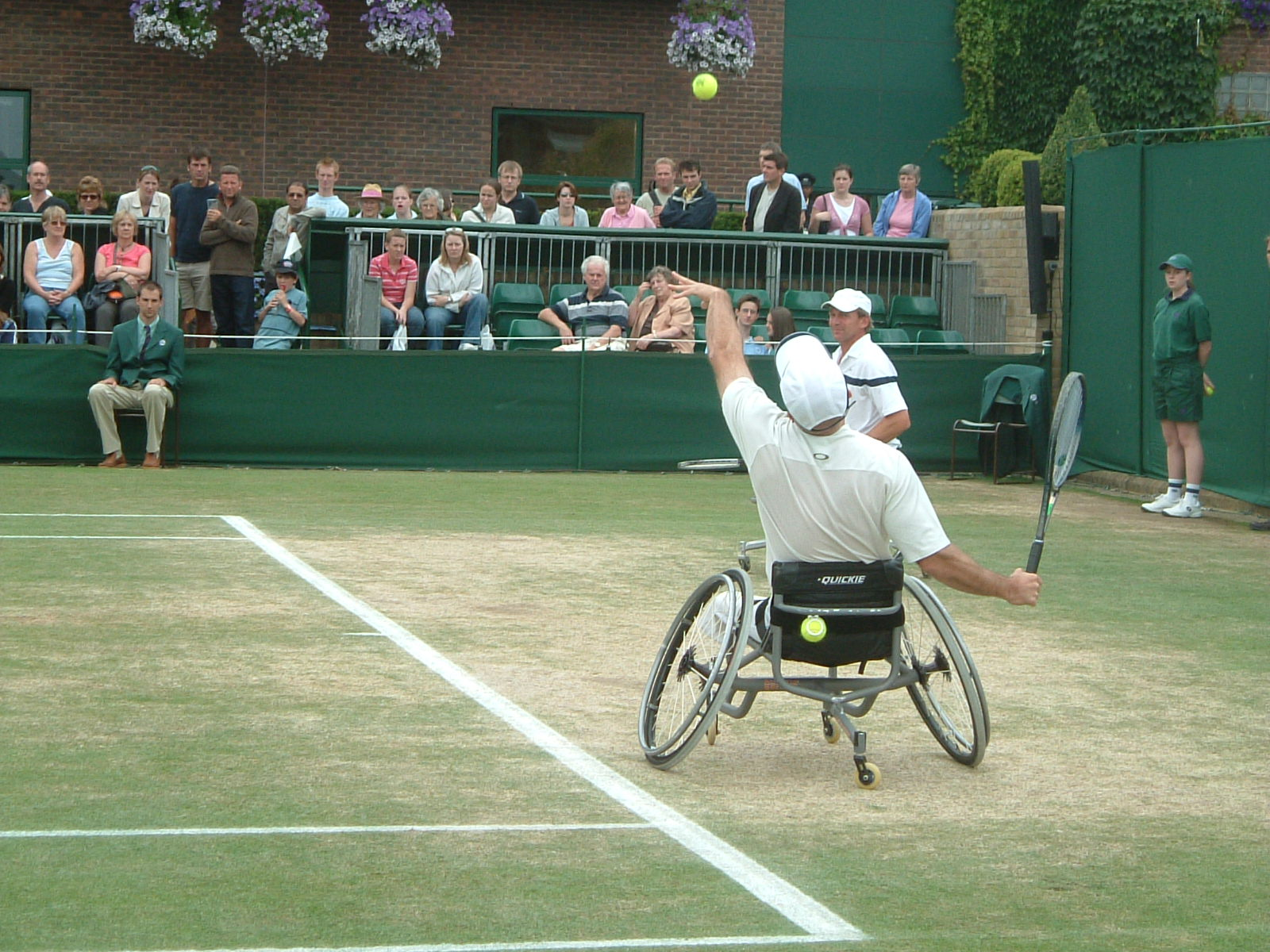
Wimbledon - Đôi nam xe lăn

Quần vợt xe lăn là một trong những nội dung quần vợt dành cho người khuyết tật. Kích thước của sân, bóng và vợt đều giống nhau, nhưng có hai điểm khác nhau giữa quần vợt xe lăn với quần vợt bình thường: các vận động viên sử dụng xe lăn có thiết kế đặc biệt, và bóng có thể nảy xuống sân hai lần. Lần nảy bóng xuống sân thứ hai được phép nảy ở bên ngoài đường biên.
Quần vợt xe lăn được thi đấu tại các giải Grand Slam và là một trong những môn thể thao được tranh tài ở Thế vận hội mùa hè dành cho người khuyết tật. Quần vợt xe lăn có ba nội dung: nam, nữ và quad; mỗi nội dung đều có các giải đấu đơn và đôi. Quad là nội dung dành cho các vận động viên bị liệt tứ chi và đôi khi được gọi là hỗn hợp, đặc biệt là ở Thế vận hội người khuyết tật. Các vận động viên Quad có thể giữ vợt bằng cách buộc vào tay và sử dụng xe lăn bằng điện.

## Lịch sử
Quần vợt xe lăn phổ biến vào năm 1976 nhờ những nỗ lực của Brad Parks, người được coi là đã sáng tạo ra quần vợt xe lăn. Năm 1982, Pháp trở thành nước đầu tiên ở châu Âu thiết lập một chương trình dành cho quần vợt xe lăn. Kể từ đó, nhiều nỗ lực đã được thực hiện để thúc đẩy môn thể thao này nhằm loại bỏ ý nghĩa "trị liệu" mà vẫn ảnh hưởng đến nhiều môn thể thao khuyết tật khác.
Môn thể thao này nhanh chóng phổ biến trên toàn thế giới và được đưa vào làm môn thể thao biểu diễn tại Olympic 1988 ở Seoul. Tại kỳ Olympic 1992 ở Barcelona, quần vợt xe lăn trở thành môn chính thức. Olympic 2000 tại Sydney đã được công chúng đánh giá cao và dẫn tới việc đưa môn thể thao này vào bốn giải Grand Slam.
Ở mùa giải 2013, ITF quyết định áp dụng tiebreak thay cho set thứ ba trong các trận đấu đôi. Tuy nhiên, tiebreak sẽ chỉ được sử dụng tại các sự kiện ITF1 hoặc thấp hơn tại World Team Cup. Các giải Grand Slam được tự do quyết định về thể thức các giải đấu.

## Các giải đấu lớn
Trong quần vợt xe lăn, có năm giải đấu lớn được xếp hạng hàng đầu được gọi là Super Series (SS):
- Úc mở rộng (Melbourne)
- Anh mở rộng (Nottingham)
- Nhật Bản mở rộng (Iizuka)
- Mỹ mở rộng (St Louis)
- Pháp mở rộng (Paris)

Giải đấu cấp đội tuyển quốc gia:
- World Team Cup

Giải đấu cuối năm:
- Wheelchair Tennis Masters
- Uniqlo Wheelchair Doubles Masters

Giải đấu thế giới:
- Thế vận hội dành cho người khuyết tật
- FESPIC Games

Hà Lan đã giành được nhiều chiến thắng tại các giải đấu lớn bao gồm Thế vận hội dành cho người khuyết tật và Grand Slam.
Esther Vergeer đang giữ kỉ lục khi đã giành được bốn tấm huy chương Vàng Paralympic - vào các năm 2000, 2004, 2008 và 2012. Cô cũng giữ kỉ lục hầu hết các trận đấu đánh đơn đều giành được những chiến thắng ở nội dung nữ.